# Winterisieren
Mit Winterisieren bezeichnet man die Abtrennung der nicht-kältelöslichen Bestandteile (z. B. Wachse, Stearine und hochschmelzende Triglyceride) von Speisefetten.
Zur Winterisierung wird Öl auf 5 bis 12 °C für 8–16 Stunden abgekühlt, und die ausgefallene Fraktion wird abfiltriert. Danach kann bei kühler Lagerung keine Einflockung von Wachsen und hochschmelzenden Triglyceriden mehr stattfinden.
Winterisieren ist auch mit Lösungsmitteln (z. B. Aceton, Hexan) und anschließender Membranfiltration möglich.